# Blå elitserien
Blå elitserien är en skönlitterär bokserie  utgiven av B. Wahlströms bokförlag som en del av Wahlströms romanbibliotek. 
| Volym | Titel                                              | Författare                 | Utgivningsår |
| ----- | -------------------------------------------------- | -------------------------- | ------------ |
| 1     | Vinden visar vägen                                 | Helga Moray                | 1957         |
| 2     | La Paloma                                          | Tora Feuk                  | 1957         |
| 3     | Jeanne d'Arc                                       | Mark Twain                 | 1957         |
| 4     | Barn 312                                           | Hans Ulrich Horster        | 1957         |
| 5     | Ingen tid att älska                                | Winston Graham             | 1958         |
| 6     | Storfursten                                        | Jascha Golowanjuk          | 1958         |
| 7     | Löfte till livet                                   | Elizabeth Seiftert         | 1958         |
| 8     | Brudkronan                                         | Per Nilsson-Tannér         | 1958         |
| 9     | Det klarnar bland bergen                           | Victor Canning             | 1958         |
| 10    | God afton, vackra mask                             | Ebba L. Lewenhaupt         | 1958         |
| 11    | Tiga är guld                                       | Clarence Budington Kelland | 1958         |
| 12    | Öster om lustgården                                | Ingegerd Stadener          | 1958         |
| 13    | Savrola: en berättelse om revolutionen i Lauranien | Winston S. Churchill       | 1958         |
| 14    | Blodets röst                                       | Elizabeth Wood             | 1958         |
| 15    | Livet framför allt                                 | Frank G. Slaughter         | 1958         |